# Ilybius poppiusi
Ilybius poppiusi là một loài bọ cánh cứng trong họ Bọ nước. Loài này được Zaitzev miêu tả khoa học lần đầu tiên vào năm 1907.